# Борајно
Борајно је насељено мјесто у општини Чајниче, Република Српска, БиХ. Према попису становништва из 1991. у насељу је живјело 339 становника.

## Становништво
| Демографија | Демографија | Демографија |
| Година      | Становника  | Становника  |
| ----------- | ----------- | ----------- |
| 1961.       | 621         |             |
| 1971.       | 534         |             |
| 1981.       | 455         |             |
| 1991.       | 340         |             |